# Al-Faszir
Al-Faszir (arab.: الفاشر) – miasto w zachodnim Sudanie, na wyżynie Darfur; 266 tys. mieszkańców (2006), stolica Darfuru Północnego. Ośrodek handlowy w regionie zbioru gumy arabskiej; lotnisko.